# Paracyathus calthus
Espèce
Paracyathus calthus est une espèce de coraux appartenant à la famille des Caryophylliidae.